# 3단합체 김창남
《3단합체 김창남》은 대한민국의 웹툰 작가인 하일권의 작품으로 2008년 6월 30일부터 2008년 12월 26일까지 네이버 웹툰에 연재된 작품이다. 이 작품은 인간과 인간과 똑같은 모습을 한 로봇을 통해 단순한 로맨스가 아닌 이 사회에 현존하는 문제, 진정한 인간성같은 문제를 감성적으로 잘 그려내고 있다.

## 줄거리
과학이 발달된 가상의 미래 세계의 한 고등학교에 왕따를 당하는 소년 호구가 있다. 매일 괴롭힘을 당하는데 아무도 그를 동정하지 않는 힘든 나날을 보내고 있다. 어느 날 대기업에서 인간과 똑같은 모습을 한 여성로봇을 제작 후, 테스트하기 위해 호구가 있는 성동 고등학교로 전학을 보내게 되고 그 로봇을 바로 옆에서 관리하는 인물로 호구가 낙점된다.시보레라는 이름을 가진 그 로봇은 인간과 똑같은 외형을 가지고 똑같이 말할 수 있지만 기계이기 때문에 감정이란 것을 이해하지 못한다. 호구는 그녀가 로봇인 것을 알면서도 인간처럼 대하고, 여러 가지 사건을 겪으면서 호구는 그녀를 로봇이 아닌 인간을 대하듯 진심으로 좋아하게 된다. 이후 시보레의 테스트 결과가 좋자 그녀를 모델로 대량생산하려는 목적을 가지고 있는 사람에 의하여 이야기는 비극으로 치닫게 된다.

## 등장인물
- 이호구 : 이름 그대로 학교에서 괴롭힘을 당하는 인물이다. 소심하지만 순수하며 성품이 매우 착하다. 늙은 할머니와 여동생과 낡은 집에서 어렵게 살아가는 생활을 이어가다가 우연한 기회로 시보레의 학교 내 관리자가 된다.
- 이안나 : 주인공 이호구와는 어릴 적 친구로 같은 반 반장을 맡고 있다. 전형적인 공부 잘하고 집 잘 사는 소위 엘리트지만 성격은 차갑고 속마음을 알 수 없는 인물이다.
- 황민우 : 호구와 안나와 어릴 적 친구였지만, 지금은 호구를 왕따로 만든 주범이다. 키도 크고 잘 생기고 공부와 운동도 잘하는 인기남으로, 어릴 적에는 호구와 친하게 지냈지만 어느 순간부터 왜인지 모르지만 호구를 괴롭힌다.
- 시보레 : 인간을 모델로 한 여성형 로봇으로서 인간과 구분이 안 갈 정도로 거의 흡사하다. 호구가 있는 고등학교로 테스트를 받으러 왔다 호구와 인연을 맺게 된다.
- 김창남 박사 : 시보레를 만드는 데 자본을 들인 인물로 기득권적인 인물이다. 후에 시보레를 상업적으로 이용하려고 한다.
- 안나 아빠 : 시보레를 실질적으로 설계하고 제작한 인물이자 안나의 아버지이다.

## 영화
3단합체 김창남은 다른 웹툰과는 달리 특이하게 판권을 영국의 제작사인 페브러리 필름즈에서 2009년에 사갔다. 영화화는 아직 초기 단계이며 영화에 대한 자세한 정보는 미정이다.